# Fissidens luteofuscus
Fissidens luteofuscus är en bladmossart som beskrevs av Ingebrigt Severin Hagen 1906. Fissidens luteofuscus ingår i släktet fickmossor, och familjen Fissidentaceae. Inga underarter finns listade i Catalogue of Life.